# 江苏省立新农场
江苏省立新农场是江苏省政府民政厅直属的事业单位，位于江苏省扬州市江都区樊川镇，与高邮市八桥镇交界。负责1960至70年代全省盲流人员、残疾孤儿的收容、安置、 教育工作。所辖区域总面积59公顷，总人口510人。同时也是江都区下辖的一个类似乡级单位。

## 行政区划
下辖以下地区：
立新农场虚拟社区。